# کیوهی ایشی گورو
کیوهی ایشی گورو (انگلیسی: Kyōhei Ishiguro؛ زادهٔ ۲ آوریل ۱۹۸۰) کارگردان فیلم اهل ژاپن است. وی از سال ۲۰۰۹ میلادی تاکنون مشغول فعالیت بوده‌است.